# Cora Wilding

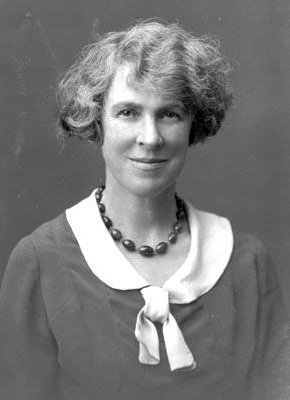
Cora Wilding
(1935)

Cora Hilda Blanche Wilding MBE (* 15. November 1888 in Christchurch, Region Canterbury, Neuseeland; † 8. Oktober 1982 in Kaikoura, Region Canterbury, Neuseeland) war eine neuseeländische Malerin, Physiotherapeutin, Organisatorin von Gesundheitscamps und Initiatorin sowie Gründerin von Jugendherbergen in Neuseeland.

## Frühes Leben
Cora Hilda Blanche Wilding wurde am 15. November 1888 als Tochter der Eheleute Julia Anthony und des Rechtsanwalts Frederick Wilding in Christchurch geboren. Über ihre Kindheit und Jugendzeit ist nichts bekannt, außer, dass sie zunächst eine Privatschule besuchte, 1901 zur Christchurch Girls’ High School wechselte und dann im Jahr 1903 noch für zwei Jahre zum Nelson College for Girls ging. In dem College zeichnete sie sich in den Sportarten Tennis, Hockey und Schwimmen aus.

## Studium der Kunst und Malerei
Da sie gerne zeichnete, schrieb sie sich im Jahr 1907 in Christchurch an der Canterbury College School of Art ein, um bei Sydney Thompson Kunst studieren zu können. 1910 wechselte sie zur Zeichenklasse von Margaret Stoddart und ging danach für zwei Jahre nach Europa, um an der Bushey School of Painting in der Grafschaft Hertfordshire in England zu studieren. Sie ging auch nach Paris, um sich von Frances Hodgkins und anderen inspirieren zulassen und zu lernen.

## Erster Weltkrieg
1913 reiste Cora wieder zurück nach Neuseeland und lernte Haus-Krankenpflege in der Hoffnung, sich dem Voluntary Aid Detachment in England anschließen zu können. Da dies nicht gelang, ging sie 1917 nach Dunedin und schrieb sich für eine Ausbildung zur Physiotherapeutin in die Dunedin School of Massage ein. Ein Jahr später schloss sie ihre Ausbildung als eine der ersten qualifizierten Physiotherapeutin Neuseelands ab. Anschließend arbeitete sie bis 1920 in Christchurch und Rotorua und betreute Kriegsheimkehrer.

## Arbeit als Malerin
Durch ihren Vater finanziell abgesichert reiste Cora über vier Jahre durch verschiedene Länder Europas, durch Nordamerika, Nordafrika und nach Tahiti. Auf all ihren Reisen setzte sie sich mit ihrer Malerei auseinander und malte. Auch konnte sie mit einigem Erfolg einige ihrer Werke in London und Paris ausstellen. Doch sie hasste den kommerziellen Aspekte ihres Lebens als Malerin und glaubte auf andere Weise mehr für das Gemeinwohl in der Gesellschaft tun zu können.

## Sunlight League
1928 reiste Cora dann nochmal nach England, um sich mit dem Verfahren der Heliotherapie in Bezug auf Kinderkrankheiten zu befassen. Der Schweizer Auguste Rollier sowie die Engländer William Arbuthnot Lane und Caleb Saleeby galten als ihre Vorbilder zu dem Thema, wobei die beiden letztgenannten in England Gründer der New Health Society und der Sunlight League waren.
Als Cora im Mai 1931 zurück nach Neuseeland kam gründete sie die Sunlight League of New Zealand nach britischem Vorbild. Ihre Ziele, die sie über die Organisation verfolgte, waren eugenisch geprägt. Körperlicher Fitness, Heliotherapie, sauberer Luft, Zahnhygiene, gesunder Ernährung, Gesundheitscamps für Kinder und Jugendherbergen sollten nach ihrer Vorstellung in ihrem System Unterstützung erfahren. Sie gewann prominente Männer für ihre Organisation, sie aber blieb als ehrenamtliche Sekretärin die treibende Kraft hinter der Arbeit.

## Gesundheitscamps
Cora organisierte auch sogenannte Health Camps (Gesundheitscamps), wovon im September 1931 in Geraldine in der Region Canterbury das erste Camp stattfand. Sie wählte die Kinder aus gut bürgerlichen Familien eigenhändig aus und achtete darauf, dass sie fähig waren gute Bürger zu werden. Sie legte Wert auf ein Leben im Freien für die Kinder, auf eine gesunde Ernährung, auf tägliches Sonnenbaden und Schwimmen, auf Wertschätzung der natürlichen Schönheit und des Landlebens sowie auf den Dienst am Nächsten. Auch Themen wie Theater, Musik und Debatten standen auf dem Programm. Ebenso wurde die Kultur der Māori sehr geschätzt, was seinerzeit als sehr fortschrittlich galt. Ihr letztes Camp organisierte sie 1936 in Kaikoura. Als 1936 die Gesundheitscamps in ein national organisiertes System überführt wurden und im selben Jahr ihre Mutter verstarb, zog sie sich von den Camps zurück und trat 1938 von ihren Ämtern bei der Sunlight League und der Youth Hostels Association zurück.

## Jugendherbergen
Cora war auch maßgeblich an der Gründung der Youth Hostels Association of New Zealand beteiligt, über die Jugendherbergen nach deutschem Vorbild eingerichtet werden sollten. Zunächst wurde sie dafür belächelt, konnte aber in Sir Arthur Dudley Dobson einen Unterstützer gewinnen. Im Februar 1932 konnten sie auf der Banks Peninsula einige Farmer gewinnen, die ein paar Unterkünfte zur Verfügung stellen konnten. Weitere Herbergen entstanden an der Westküste der Südinsel. Cora fungierte von 1934 bis 1938 als ehrenamtliche Organisatorin, besuchte jährlich alle Herbergen und organisierte 1937 auch einen Besuch von Jugendherbergen in Großbritannien.

## Zweiter Weltkrieg
Während des Zweiten Weltkriegs wurde Cora wieder aktiv. In den Jahren 1944 bis 1945 und ab 1947 arbeitete sie wieder als Sekretärin der Sunlight League. Sie organisierte Literatur- und Kunstwettbewerbe für zurückgekehrte Soldaten und unterstützte damit deren Heilungsprozess. Auch organisierte sie Gruppen, die für die Familien von Soldaten Blumen und Gemüse anbauten und Gesundheitslager für die Söhne von Soldaten.

## Zeit danach
1946 wurde Cora in der Nähe von Rangiora Leiterin des Ford Millton Memorial Home for Children, das der Sunlight League geschenkt wurde. Sie organisierte noch eine Reihe von Gesundheitscamps, hatte aber zunehmend Schwierigkeiten Mittel und genügend Personal dafür zu gewinnen. Auch entfremdete sie sich mehr und mehr von dem Mitgliedern der Sunlight League, die andere Pläne als sie für die Einrichtung hatten. Verbitterung machte sich bei ihr breit und als sie zu bestimmten Planungen nicht mehr eingeladen wurde, stig sie aus und zog sich im Januar 1951 nach Kaikoura zurück.
1952 wurde Cora mit dem Orden des Member of the Most Excellent Order of the British Empire (MBE) geehrt und widmete den Rest ihres Lebens der Malerei und dem Einsatz für den Frieden. Sie blieb bis 1960 Schirmherrin der Youth Hostels Association und vertrat im Jahr 1956 ihre Organisation auf der ersten Asien-Pazifik-Konferenz in Japan. 1966 nahm sie an der Eröffnung des heutigen Cora Wilding Youth Hostel in Christchurch teil und wurde 1976 mit der Richard Schirrmann Medal der Youth Hostels Association geehrt. 1971 verkaufte sie ihre private Gemäldesammlung zu Gunsten des 1909 gegründeten Te Wai Pounamu Maori Girls' College in Christchurch. Sie lehnte Reisen nach Südafrika ab und war gegen den Vietnamkrieg, sie verkaufte Blumen und Bilder, um Geld für vietnamesische Kinder, für Flüchtlinge aus Hongkong, für Māori-Bildungsgruppen, für die University of the South Pacific, für die Cobham Outward Bound School und für das Rotes Kreuz zu sammeln.
Cora Hilda Blanche Wilding starb im Alter von 93 Jahren am 8. Oktober 1982 in Kaikoura.

## Ehrungen
- 1952 – Member of the Most Excellent Order of the British Empire (MBE)
- 1976 – Richard Schirrmann Medal